# Khalid Habash al-Suwaidi
Khalid Habash Mohammed al-Suwaidi (arabisch خالد حبش محمد السويدي, DMG Ḫālid Ḥabaš Muḥammad as-Suwaidī, * 10. Oktober 1984) ist ein ehemaliger katarischer Leichtathlet, der sich auf das Kugelstoßen spezialisiert hat, aber auch im Diskuswurf an den Start ging. Er ist Inhaber des katarischen Landesrekordes im Kugelstoßen und wurde in dieser Disziplin 2005 Asienmeister.

## Sportliche Laufbahn
Erste internationale Erfahrungen sammelte Khalid Habash al-Suwaidi im Jahr 1999, als er bei den Jugendweltmeisterschaften in Bydgoszcz mit einer Weite von 19,44 m die Bronzemedaille mit der leichteren 5-kg-Kugel gewann und im Diskuswurf mit 54,35 m den achten Platz belegte. Anschließend gelangte er bei den Juniorenasienmeisterschaften in Singapur mit 15,73 m auf den achten Platz im Kugelstoßen. Im Jahr darauf belegte er bei den Asienmeisterschaften in Jakarta mit 15,67 m den elften Platz im Kugelstoßen und wurde mit dem Diskus mit 47,18 m 13. Anschließend startete er im Kugelstoßen bei den Juniorenweltmeisterschaften in Santiago de Chile und brachte dort in der Qualifikationsrunde keinen gültigen Versuch zustande. 2001 siegte er bei den Jugendweltmeisterschaften in Debrecen mit dem leichteren Diskus mit einem Wurf auf 62,67 m und klassierte sich im Kugelstoßen mit 19,43 m auf dem vierten Platz. Anschließend sicherte er sich bei den Juniorenasienmeisterschaften in Bandar Seri Begawan mit 55,28 m die Bronzemedaille im Diskuswurf und wurde mit der Kugel mit 16,96 m Vierter. Zudem gewann er bei den Arabischen Meisterschaften in Damaskus mit 54,46 m die Bronzemedaille im Diskusbewerb hinter seinem Landsmann Rashid Shafi al-Dosari und Khaled Suliman al-Khalidi aus Saudi-Arabien. Im Jahr darauf belegte er bei den Juniorenweltmeisterschaften in Kingston mit 18,66 m den zehnten Platz im Kugelstoßen und erreichte mit dem Diskus mit 61,21 m Rang vier. Anschließend wurde er bei den Asienmeisterschaften in Colombo mit 55,74 m Vierter im Diskuswurf, ehe er bei den Juniorenasienmeisterschaften in Bangkok mit 20,29 m und 63,17 m jeweils die Goldmedaille gewann. Daraufhin nahm er erstmals an den Asienspielen in Busan teil und klassierte sich dort mit 57,78 m auf dem sechsten Platz im Diskuswurf.
2003 gewann er bei den Arabischen Meisterschaften in Amman mit 18,44 m die Silbermedaille im Kugelstoßen hinter seinem Landsmann Bilal Saad Mubarak und mit dem Diskus musste er sich mit 57,56 m nur dem Ägypter Omar Ahmed el-Ghazaly geschlagen geben. Anschließend gewann er bei den Asienmeisterschaften in Manila mit einem Stoß auf 18,57 m die Bronzemedaille hinter Landsmann Bilal Saad Mubarak und dem Inder Shakti Singh. Zudem wurde er im Diskusbewerb mit 58,20 m Fünfter. Im Jahr darauf schied er bei den Hallenweltmeisterschaften in Budapest mit 19,82 m in der Qualifikationsrunde aus und nahm im Sommer an den Olympischen Spielen in Athen teil, verpasste dort aber mit 19,04 m den Finaleinzug. Anschließend siegte er bei den Panarabischen Spielen in Algier mit einer Weite von 18,98 m. 2005 schied er bei den Weltmeisterschaften in Helsinki mit 19,72 m in der Vorrunde aus, siegte anschließend aber mit einem Stoß auf 19,45 m bei den Asienmeisterschaften im südkoreanischen Incheon. Mitte September siegte er dann mit 19,70 m auch bei den Arabischen Meisterschaften in Radès und belegte dort im Diskuswurf mit 54,34 m den fünften Platz. Danach startete er bei den Westasienspielen in Doha und brachte dort im Kugelstoßen keinen gültigen Versuch zustande. Auch bei den Hallenweltmeisterschaften in Moskau im Jahr darauf scheiterte er ohne eine Marke in der Vorrunde und nahm dann im Dezember erneut an den Asienspielen in Doha teil und gewann dort mit einer Weite von 20,05 m die Silbermedaille hinter dem Saudi-Araber Sultan Abdulmajeed al-Habashi.
2007 gewann er bei den Asienmeisterschaften in Amman mit 19,51 m die Bronzemedaille hinter dem Inder Navpreet Singh und Chang Ming-huang aus Taiwan. Anschließend schied er bei den Weltmeisterschaften in Osaka mit 19,09 m in der Qualifikationsrunde aus und gewann dann bei den Militärweltspielen in Hyderabad mit 19,24 m die Silbermedaille hinter dem Slowenen Miroslav Vodovnik. Zudem siegte er erneut bei den Panarabischen Spielen in Kairo mit einer Weite von 19,56 m. 2010 nahm er ein weiteres Mal an den Asienspielen in Guangzhou teil und klassierte sich dort mit 18,02 m auf dem sechsten Platz. Im Jahr darauf wurde er bei den Militärweltspielen in Rio de Janeiro mit 17,69 m Vierter und gewann anschließend mit 17,79 m die Bronzemedaille bei den Panarabischen Spielen in Doha hinter dem Ägypter Yasser Farag und Ahmad Gholoum aus Kuwait. Er setzte seine Karriere ohne weitere sportliche Erfolge bis ins Jahr 2017 fort und beendete dann seine aktive Laufbahn im Alter von 32 Jahren.

## Persönliche Bestzeiten
- Kugelstoßen: 20,54 m, 25. Juni 2005 in Minsk (katarischer Rekord)
  - Kugelstoßen (Halle): 20,09 m, 12. Februar 2006 in Schio (katarischer Rekord)
- Diskuswurf: 58,52 m, 14. Januar 2004 in Doha